# 黄洞河 (连江)
黄洞河，位于中华人民共和国广东省北部，是连江左岸支流，上游称大布河，发源于乳源瑶族自治县大布镇阎罗头（海拔1239米），蜿蜒流经著名的广东大峡谷（乳源大峡谷），之后向南流入英德市境，于英德市石牯塘镇锦潭村附近分为两汊，穿行于山间丘陵盆地中，在浛洸镇坪塘村附近又合二为一，于夹河口以南汇入连江。干流长50千米，河道平均比降8.9‰，流域面积394平方千米。